# Istmo Carlos Ameghino
El Istmo Carlos Ameghino es una franja de tierra de 6 km de ancho, que une la península Valdés con la provincia del Chubut, en Argentina.
Este istmo debe su nombre a Carlos Ameghino, un destacado paleontólogo, zoólogo y antropólogo argentino.
Es un lugar estratégico para observar a los dos golfos que bañan sus costas, el golfo San José al norte y el golfo Nuevo al sur.
A unos 77 km de la ciudad de Puerto Madryn a través de la Ruta Provincial 2 rumbo a Puerto Pirámides, se encuentra emplazado un observatorio elevado sobre el terreno con un panorama hacia ambos golfos.
La fauna terrestre del Istmo Ameghino se presenta con algunos grupos de guanacos. Es posible ver algunos paseriformes, especialmente chingolos, calandrias, yales y loicas que se acercan al lugar a beber de las pérdidas de agua de los tanques. A unos 10 km al oeste del Istmo, las gaviotas cocineras nidifican en la Isla de los Pájaros. En el Golfo San José se pueden ver delfines y toninas; la navegación no está permitida por ser un parque natural protegido.

## Galería

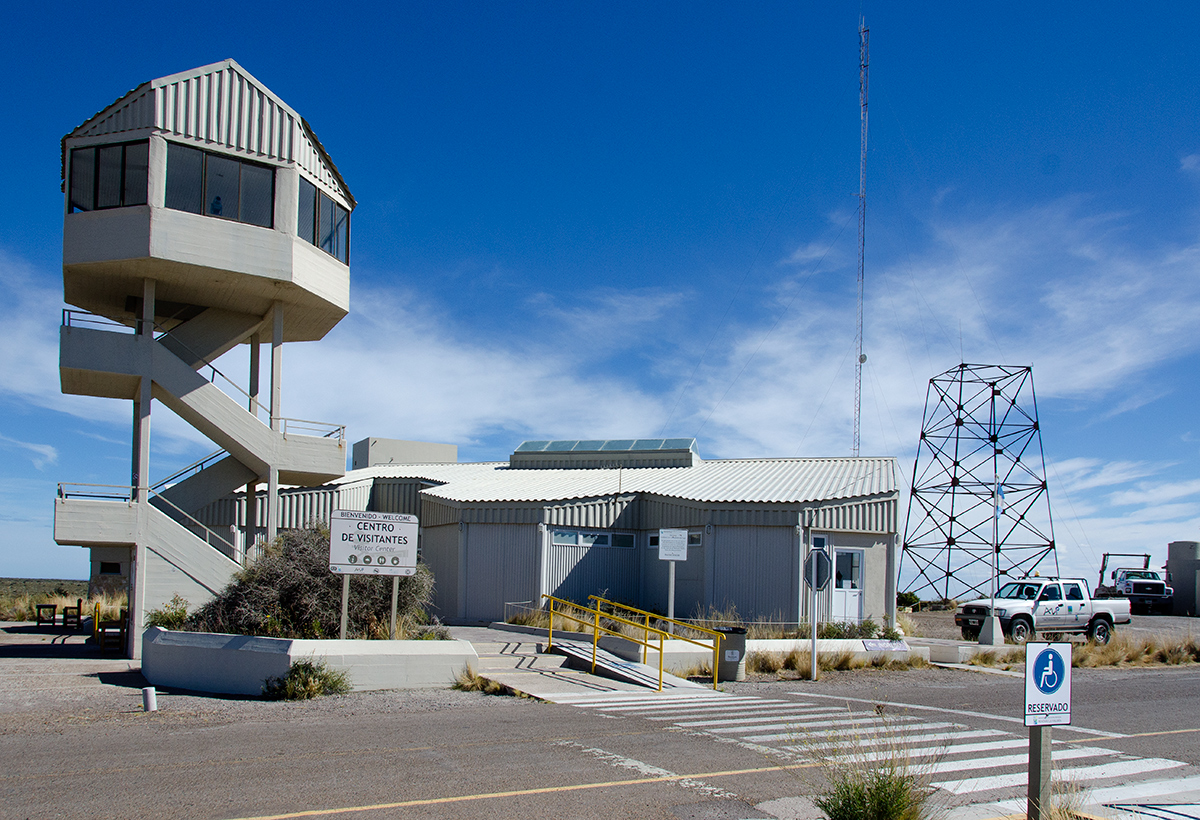
El Centro de Visitantes que se encuentra en el Istmo Ameghino
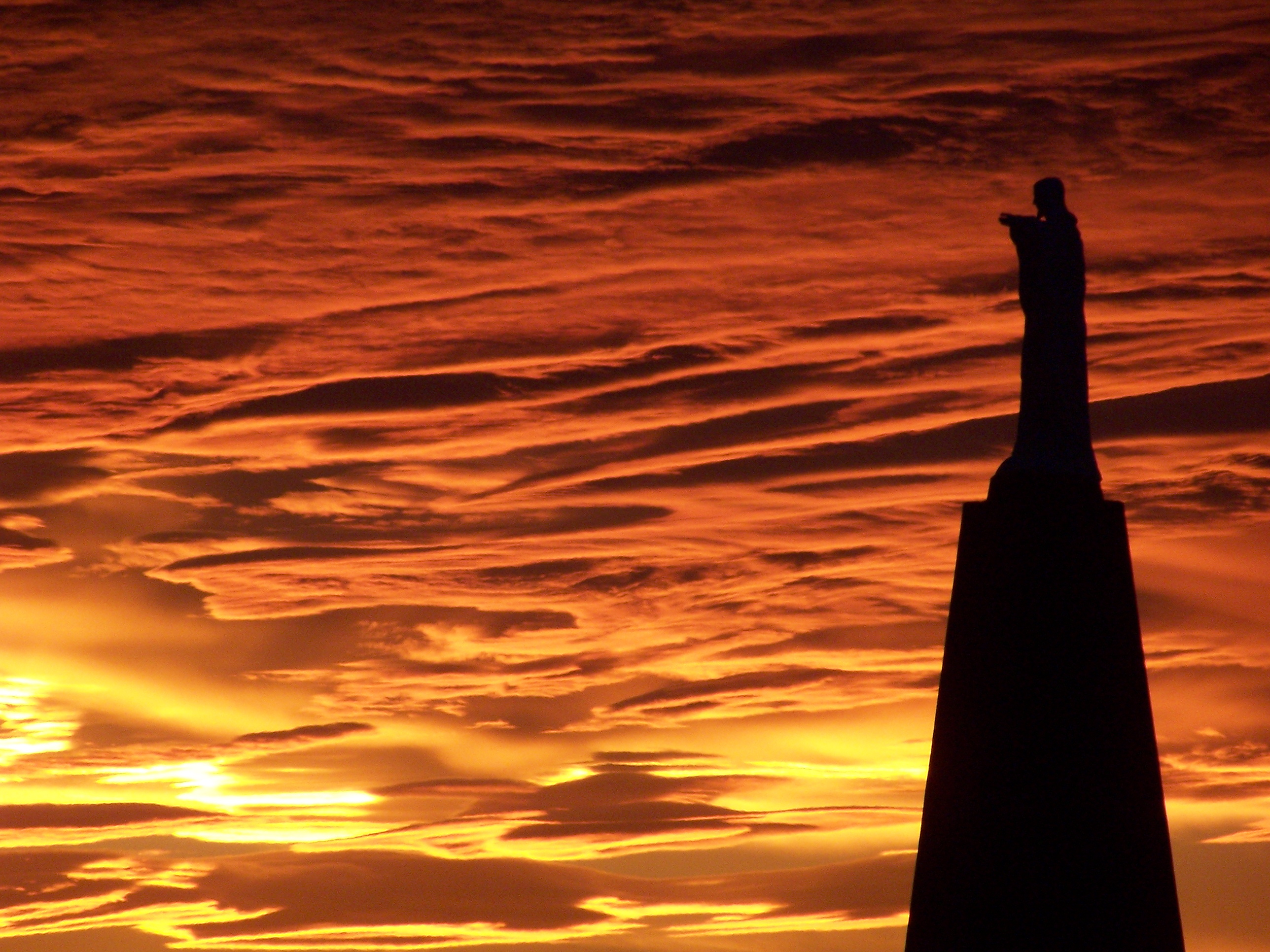
Cristo Redentor ubicado en el Istmo Ameghino